# Sofian Akouili
Sofian Akouili (Nador, 28 februari 1989) is een Nederlandse/Marokkaanse voormalig voetballer die als verdediger speelde. Akouili kwam in het verleden onder meer uit voor FC Emmen, Willem II en FC Volendam. 

## Loopbaan
Akouili kwam via DWS in 2004 bij sc Heerenveen terecht, maar hij kwam daar nooit uit voor het eerste elftal. In het seizoen 2009/10 maakt hij tijdens een verhuurperiode bij FC Emmen zijn debuut in het betaalde voetbal. Aldaar kwam hij tot twaalf wedstrijden. Na de verhuur aan Emmen werd het contract bij Heerenveen niet verlengd. Waar hij daarna heeft gevoetbald is niet duidelijk, maar het seizoen erna waren er twee clubs die interesse hadden in Akouili, namelijk Fortuna Sittard en Willem II. Na een seizoen zonder club sloot Akouili in de voorbereiding van het seizoen 2011/12 op amateurbasis aan bij de beloften van Willem II. In de winterstop werd de verdediger overgeheveld van het beloftenteam naar de eerste selectie. Akouili kwam dat seizoen 13 wedstrijden in actie en stond ook op het veld in de gewonnen play-off finale om promotie tegen FC Den Bosch (2-1 over twee wedstrijden). Hij tekende vervolgens een profcontract, dat hem voor één seizoen aan de Tilburgse club bond. Vervolgens kwam hij tot zeventien optredens in de Eredivsie, maar kon niet voorkomen dat Willem II het seizoen als hekkensluiter afsloot. Aan het einde van het seizoen werd zijn aflopende contract niet verlengt.
Medio 2013 liep zijn contract af. In januari 2014 bereikte hij na een proefperiode een akkoord over een contract bij Atıraw FK uit Kazachstan. In februari bleek dat echter ongeldig. Akouili keerde vervolgens terug naar Nederland en ging stagelopen bij het FC Volendam van Hans de Koning. Na bijna een jaar zonder officiële wedstrijd tekende hij een contract voor het seizoen 2014/15 bij FC Volendam. Hier kwam hij dat seizoen 36 van de 38 competitieduels in actie. Akouili promoveerde bijna via de play-offs met FC Volendam naar de Eredivisie, ware het niet dat in de beslissende finale over twee wedstrijden werd verloren van De Graafschap. Akouili speelde alle wedstrijden in de play-offs mee en kon terugkijken op een goed seizoen. 
In het volgende seizoen kreeg FC Volendam in de persoon van Robert Molenaar een nieuwe trainer. Deze gaf bij de start van het seizoen voor de rechtsbackpositie de voorkeur voor Ties Evers en Akouili moest genoegen nemen met een plaats op de bank. Voor de derde wedstrijd van het seizoen werd de speler buiten de selectie gehouden, vanwege een conflict met de trainer. Akouili rekende op een basisplaats door een blessure bij linksback Jermano Lo Fo Sang.  Daardoor verhuisde Evers, de concurrent van Akouili van rechts naar links en rekende hij op een basisplaats. Molenaar koos echter voor Denzel Prijor. Een paar dagen later werd na een gesprek tussen speler en trainer de lucht geklaard, maar hield Molenaar de verdediger nogsteeds buiten de selectie. Nadien kwam hij, deels door blessureleed en deels doordat Molenaar voor een andere rechtsback koos, nauwelijks meer in actie voor FC Volendam.
Akouili ging vervolgens zonder succes op proef in Marokko bij JS de Kasbat Tadla en Maghreb Fez. In december 2016 sloot hij aan bij de amateurs van OFC, in de hoop om zich vanuit hier in de kijker te spelen van een profclub. Kort daarna ging hij alsnog aan de slag in Marokko, waar hij uitkwam voor achtereenvolgend Chabab Rif Al Hoceima en Mouloudia Oujda. Medio 2019 liep zijn contract af en kwam de profloopbaan van Akouili ten einde. Nadien kwam hij in het Nederlandse amateurvoetbal uit voor OFC en AVV Zeeburgia.

## Statistieken
| Seizoen | Club                 | Competitie           | Competitie | Competitie | Beker | Beker | Overig | Overig | Totaal | Totaal |
| Seizoen | Club                 | Competitie           | Wed.       | Dlp.       | Wed.  | Dlp.  | Wed.   | Dlp.   | Wed.   | Dlp.   |
| ------- | -------------------- | -------------------- | ---------- | ---------- | ----- | ----- | ------ | ------ | ------ | ------ |
| 2009/10 | FC Emmen (huurbasis) | Eerste divisie       | 12         | 0          | 1     | 0     | 0      | 0      | 13     | 0      |
| 2011/12 | Willem II            | Eerste divisie       | 11         | 0          | 0     | 0     | 3      | 0      | 14     | 0      |
| 2012/13 | Willem II            | Eredivisie           | 17         | 0          | 1     | 0     | 0      | 0      | 18     | 0      |
| 2014/15 | FC Volendam          | Eerste divisie       | 36         | 0          | 3     | 0     | 4      | 0      | 43     | 0      |
| 2015/16 | FC Volendam          | Eerste divisie       | 5          | 0          | 0     | 0     | 0      | 0      | 5      | 0      |
| 2016/17 | OFC                  | Derde divisie Zondag | 4          | 0          | 0     | 0     | 0      | 0      | 4      | 0      |
| 2016/17 | CR Al Hoceima        | Botola Pro           | 13         | 0          | 0     | 0     | 0      | 0      | 13     | 0      |
| 2017/18 | CR Al Hoceima        | Botola Pro           | 24         | 0          | 0     | 0     | 0      | 0      | 24     | 0      |
| 2018/19 | Mouloudia Oujda      | Botola Pro           | 3          | 0          | 0     | 0     | 0      | 0      | 3      | 0      |